# Lipocrea longissima
Lipocrea longissima är en spindelart som först beskrevs av Simon 1881.  Lipocrea longissima ingår i släktet Lipocrea och familjen hjulspindlar. Inga underarter finns listade i Catalogue of Life.